# 히지번

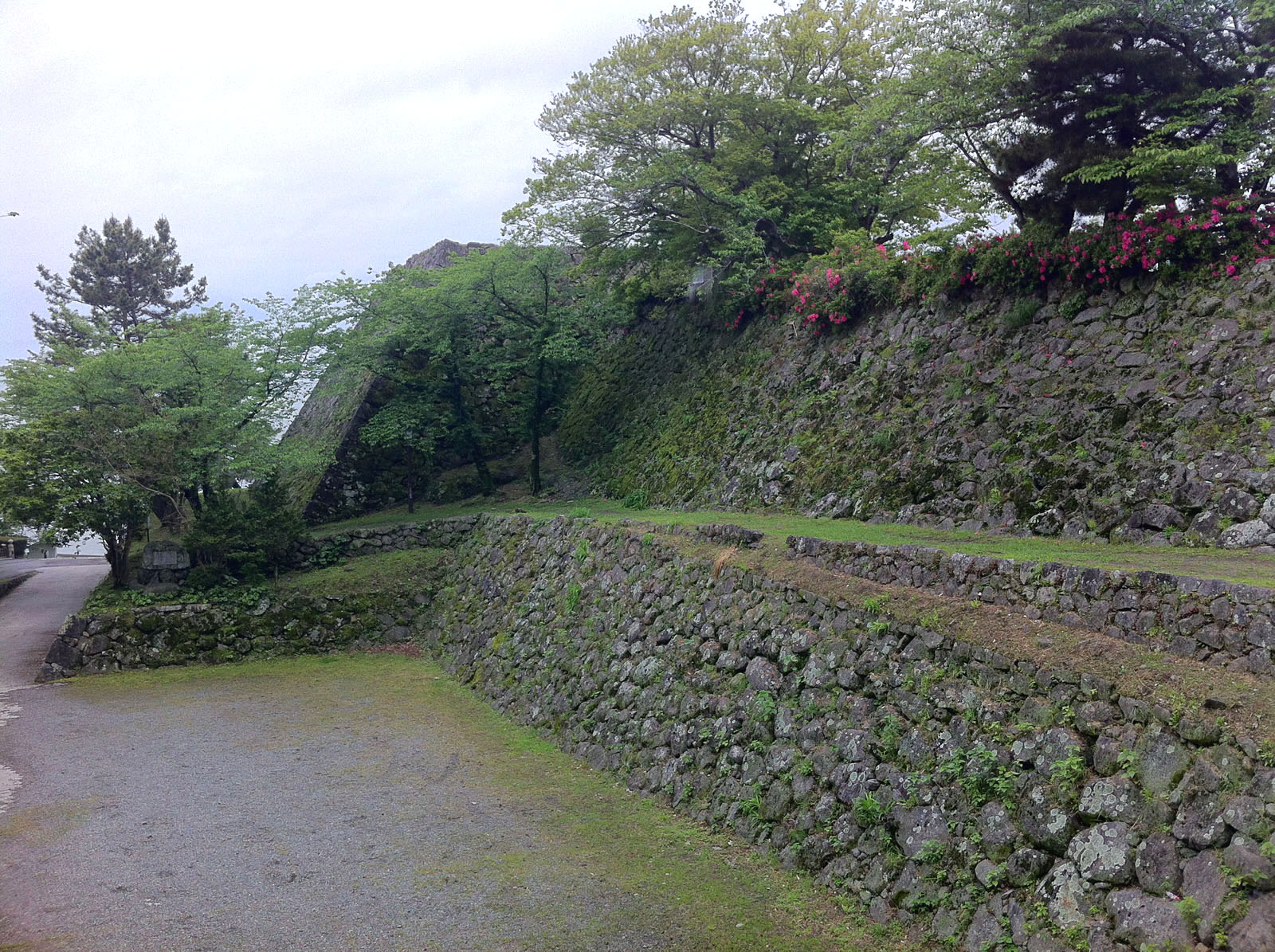
히지성 유적 (혼마루 이시가키)

히지번 (日出藩(ひじはん)은 분고국 하야미군에 존재했던 번이다. 거점은 하야미군 히지이다. 본성은 히지성이고, 번주는 키노시타가였다. 

## 번의 역사
번조(藩祖)는 도요토미 히데요시의 정실 고다이인 (오네)의 오빠 키노시타 이에사다의 3남 키노시타 노부토시이다. 노부토시는 게이쵸 5년 (1600년), 세키가하라 전투 때, 동군에서 시종 활약한 공적으로, 전후, 도쿠가와 이에야스로부터 5천석의 가증과 분고국 하야미군 히지 3만석에 봉해졌다. 또한, 아버지 이에사다와는 별도로 영지를 부여받아 빗츄국 가야군, 아시모리 (가야군 · 죠보군 2만 5천석)에 아시모리번을 세웠다. 또한, 히지 · 아시모리의 양 번주 가문은 고다이인의 친척으로, 오사카 여름의 진 후에도 "도요토미씨"를 사용하는 것이 허락되었다.
노부토시의 아들로, 2대 번주가 된 키노시타 토시하루 때, 동생 키노시타 노부요시에게 5천석 (하야미군 타테이시)의 영지를 분할했기 때문에, 히지번의 영지는 2만 5천석이다. 에도 시대를 지나면서, 이봉도, 감봉도 되는 일 없이, 16대에 걸쳐서 키노시타가가 히지를 통치하였고, 메이지 시대를 맞이했다.
메이지 4년 (1871년), 폐번치현으로, 히지번이 되었고, 후에 오이타현에 편입되었다.

## 역대 번주
키노시타가 (스기하라씨류 키노시타씨, 후의 토요토미씨류)
- 도자마 다이묘 고쿠다카 3만석 (하야미군). <1600년 (게이쵸 5년) 입봉, 1642년 (칸에이 19년) 이후 2만 5천석)
  1. 노부토시 (延俊)
  2. 토시하루 (俊治)
  3. 토시나가 (俊長)
  4. 토시카즈 (俊量)
  5. 토시아리 (俊在)
  6. 토시야스 (俊保)
  7. 토시테루 (俊監)
  8. 토시요시 (俊能)
  9. 토시야스 (俊泰)
  10. 토시타네 (俊胤)
  11. 토시마사 (俊懋)
  12. 토시요시 (俊良)
  13. 토시아츠 (俊敦)
  14. 토시카타 (俊方)
  15. 토시노리 (俊程)
  16. 토시마사 (俊愿)

## 에도 막부 말기의 영지
- 분고국
  - 하야미군 중 18개 마을 (그 중 1개 마을은 히타현에 편입)

## 같이 보기
- 폐번치현